# Limnodynastes peronii
Espèce
Synonymes
- Cystignathus peronii Duméril & Bibron, 1841
- Limnodynastes kreffti Günther, 1863
- Limnodynastes lineatus De Vis, 1884

Statut de conservation UICN

 LC  : Préoccupation mineure
Limnodynastes peronii est une espèce d'amphibiens de la famille des Limnodynastidae.

## Répartition

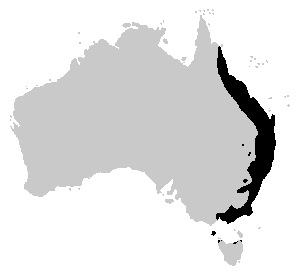
Répartition

Cette espèce est endémique d'Australie. Elle se rencontre le long de la côte dans le nord de la Tasmanie, sur l'île King, dans l'est de l'Australie-Méridionale, au Victoria, en Nouvelle-Galles du Sud et au Queensland,.

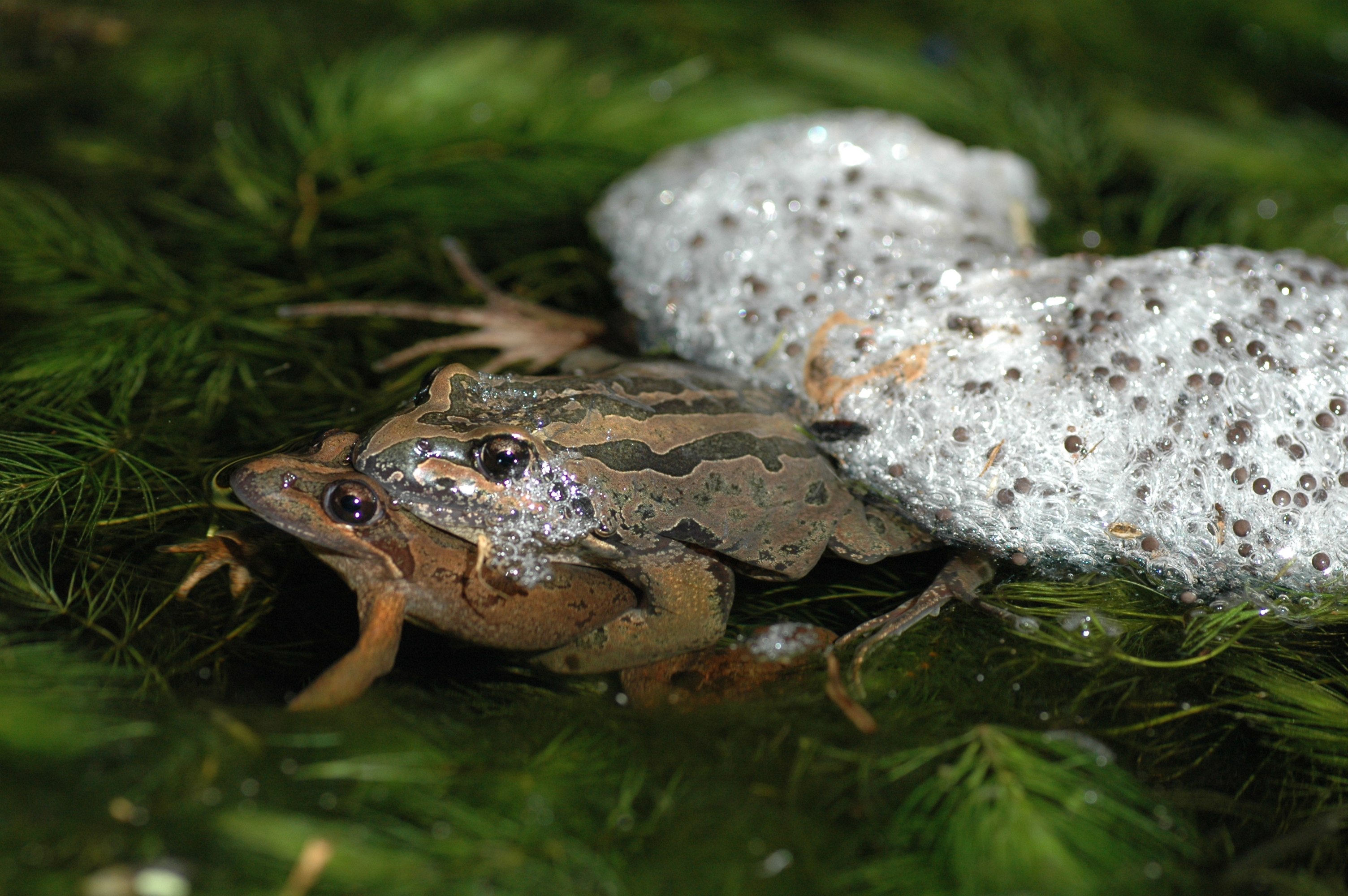
Amplexus

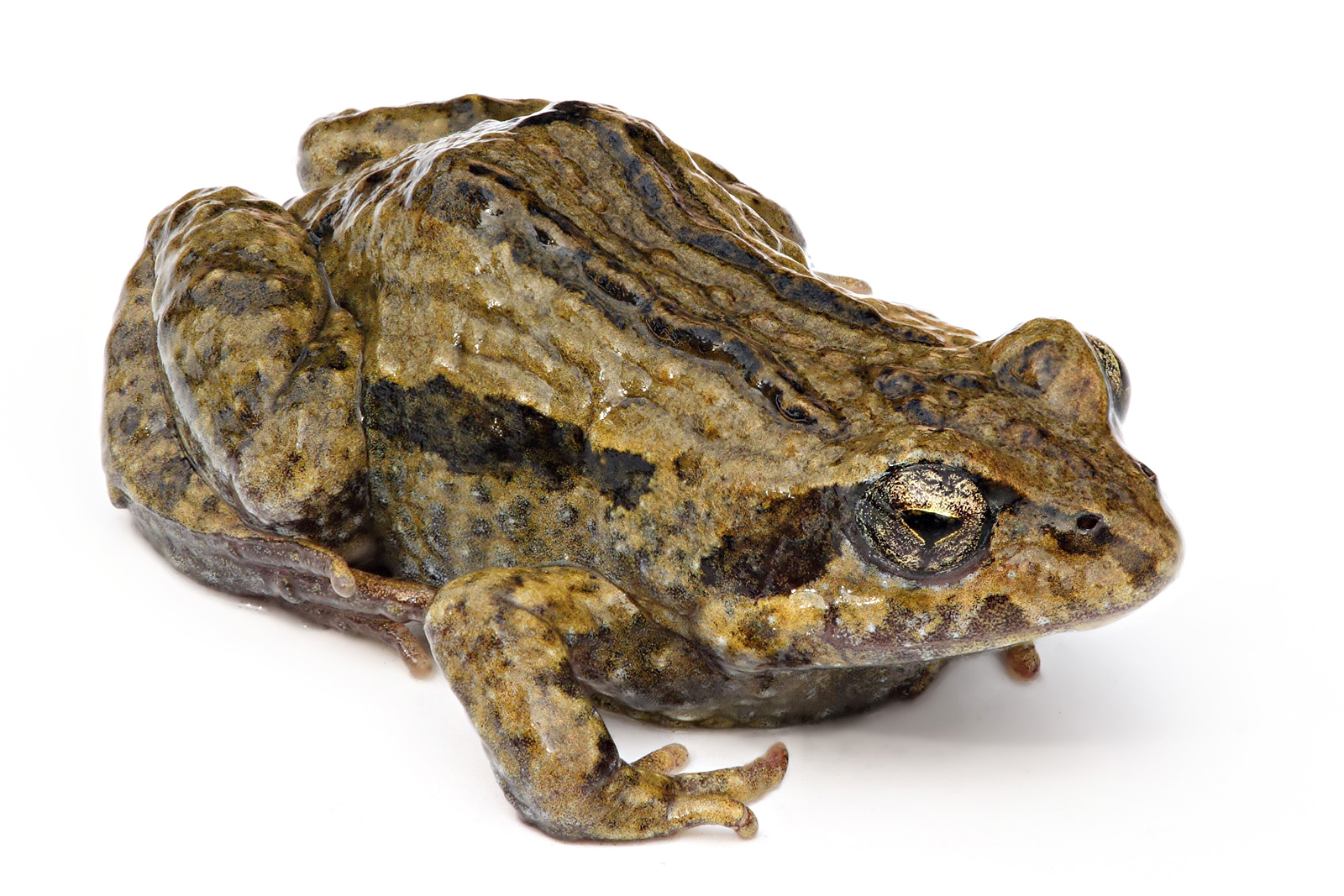
sur fond blanc

## Étymologie
Cette espèce est nommée en l'honneur de François Péron.

## Publication originale
- Duméril & Bibron, 1841 : Erpétologie générale ou Histoire naturelle complète des reptiles, vol. 8, p. 1-792 (texte intégral).